# White Mountains (Califòrnia)
Les Muntanyes Blanques de Califòrnia, en anglès: White Mountains, California situada en els estats dels Estats Units de Califòrnia i de Nevada, són una serralada de bloc de falla triangular encarada a la Sierra Nevada al llarg de l'Owens Valley superior. Fan unes 60 milles (97 km) de llargada formant un altiplà d'unes 20 milles (32 km) d'amplada. La punta sud és prop de Big Pine, Califòrnia on el Westgard Pass i la Deep Springs Valley la separen de les Inyo Mountains. La Vall Fish Lake es troba a la part est de la serralada; la part sud de la serralada forma una vall.

## Ecologia
Les White Mountains, com altres serralades de la província Basin and Range, són àrides, però els pendents més alts, entre els 900 i els 11.500 peus (2.800 a 3.500 m), tenen vegetació de boscos subalpins amb el Great Basin Bristlecone Pine (Pinus longaeva) en sòls permeables de dolomita i amb Limber pine (Pinus flexilis en sòls rocosos menys permeables. A menor altitud hi ha Piñon pine i Utah juniper. Entre aquestes bandes de pins hi ha arbusts de Mountain-mahogany. S'hi troben diverses subespècies de sagebrush.

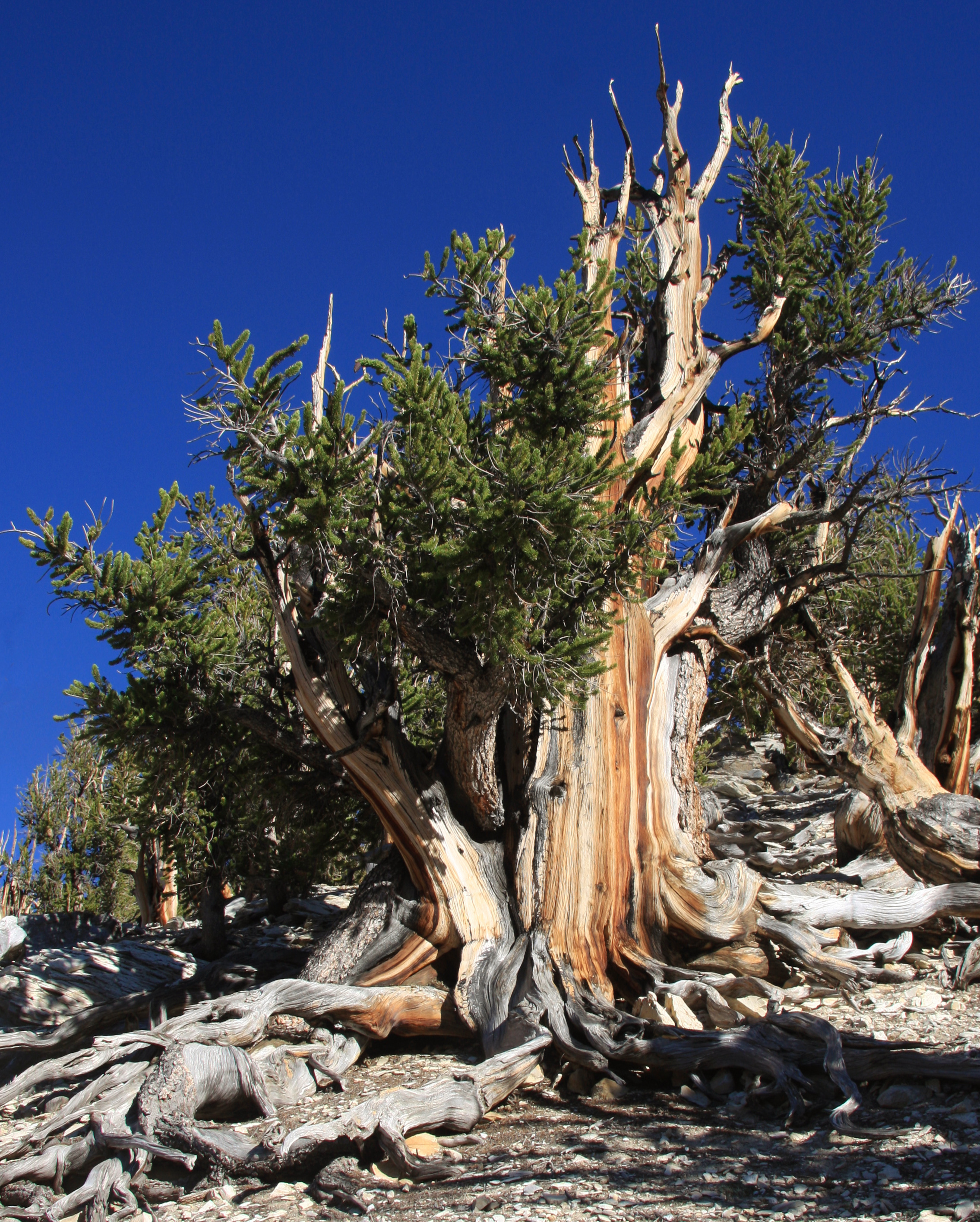
Pinus longaeva a les White Mountains, California.

Un espècimen de Pinus longaeva a la part sud de la serralada és l'arbre viu més vell del món amb 5.063 anys. Els pinyons del Piñon pine eren recollits per a ser consumits durant l'hivern pels amerindis Paiute els descendents dels quals encara viuen en les valls adjacents.
Altres coníferes, en menors quantitats, de les White Mountains són Lodgepole pine, Jeffrey pine, Ponderosa pine, Sierra juniper i Quaking aspen. Entre els endemismes de les White Mountains hi ha la planta Horkelia hispidula.
La fauna inclou Bighorn Sheep, mule deer, marmotes i feral horses.

## Geografia
El cim més alt de la serralada és el White Mountain Peak, que amb 4.344 m és el tercer més alt de Califòrnia. Tota aquesta serralada és dins del Inyo National Forest.